# Spermacoce paranaensis
Spermacoce paranaensis là một loài thực vật có hoa trong họ Thiến thảo. Loài này được (E.L.Cabral & Bacigalupo) Delprete mô tả khoa học đầu tiên năm 2005.